# 彭尼維茲足球會
彭尼維茲足球會是立陶宛的一家足球俱樂部，主場位於帕內韋日斯。球隊參加立陶宛足球超級聯賽的賽事。

## 榮譽
- 立陶宛足球超級聯賽:
  - 冠軍 (1): 2023
- 立陶宛盃
  - 冠軍 (1): 2020[3]
- 立陶宛超级盃
  - 冠軍 (2): 2021, 2024

## 外部連結
- 官方网站 （立陶宛文）